# Germanuskirche (Brombach)

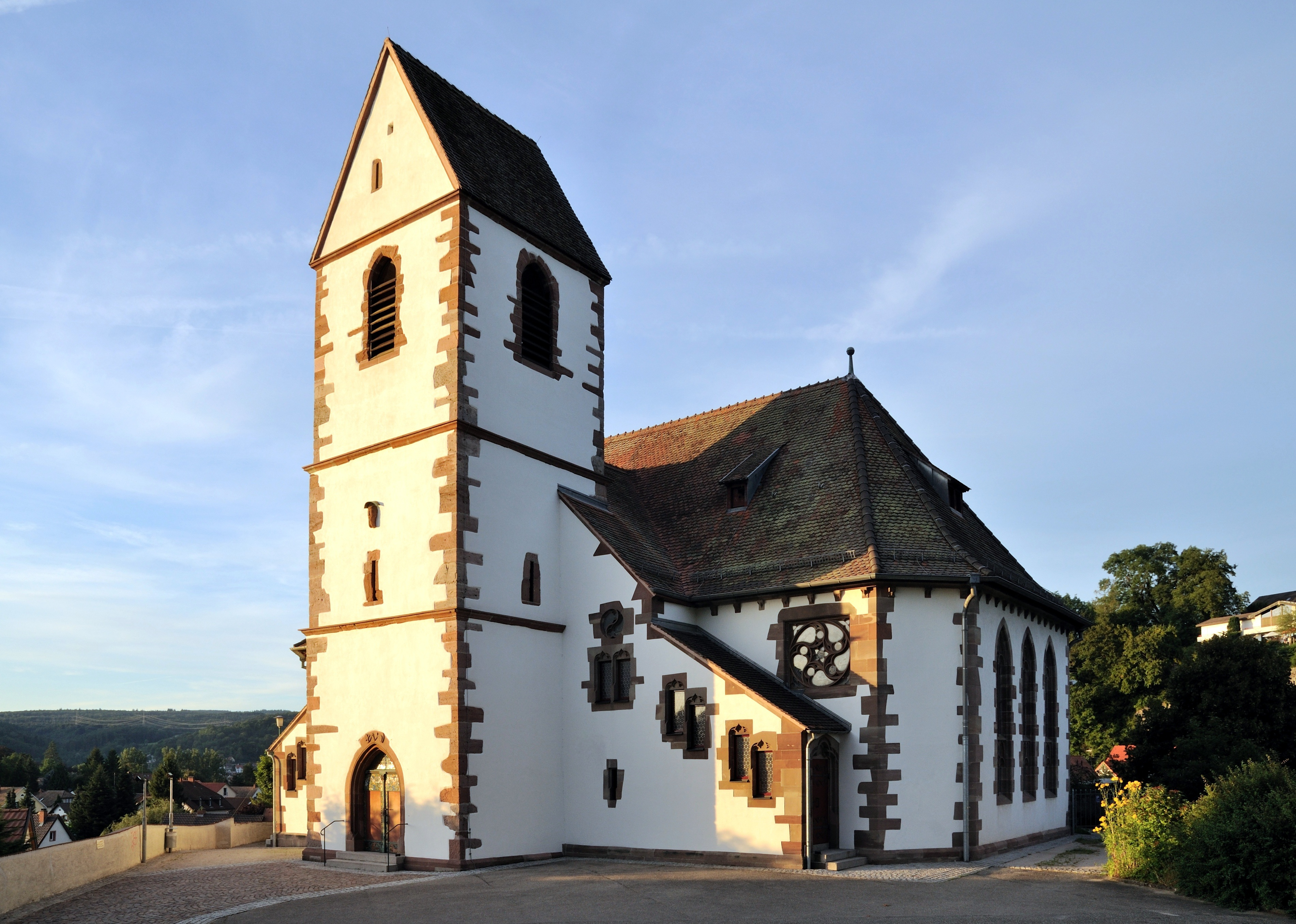
Germanuskirche in Lörrach-Brombach

Die Germanuskirche im Lörracher Ortsteil Brombach steht weit sichtbar an einer erhöhten Randlage des Ortes. Urkundliche erste Erwähnung fand die Kirche zusammen mit dem Dorf Brombach in einer St. Galler Urkunde 786, der älteste erhaltene Teil ist der Westturm, er stammt aus dem 13./14. Jahrhundert. Nach umfangreichen Erneuerungsarbeiten wurde von 1903 bis 1905 das Langhaus der Kirche zur Platzvergrößerung quer eingebaut. Die Germanuskirche ist Pfarrkirche der selbständigen evangelischen Gemeinde in Brombach.

## Geschichte

### Anfänge
Die Brombacher Germanuskirche wurde am 27. Februar 786 zum ersten Mal in der Schenkungsurkunde an einen Abt namens Werdo vom Kloster St. Gallen erwähnt. Unklar ist, wer der Stifter der Kirche war. Abhängig davon, ob es ein Franke oder Alemanne war, geht das Patrozinium entweder auf Germanus von Auxerre oder auf Germanus von Granfelden zurück. 1113 vermachte Graf Walch von Waldeck, der zu der Zeit reichste Grundbesitzer des Breisgaus, Brombach und seine Kirche an das Kloster St. Blasien. Bis 1415 war der Bischof von Konstanz für die Besetzung der Brombacher Pfarrstelle zuständig, wobei die Äbte von St. Blasien ein Einspruchs- und Mitspracherecht hatten. Im Jahr 1415 konnten die Äbte von St. Blasien im Konstanzer Konzil Gegenpapst Johannes XXIII. dazu bewegen, die Brombacher Pfarrei gänzlich unter das kirchliche Verwaltungsrecht des Klosters zu stellen.

### Bau der heutigen Kirche und Umbauten
Die ältesten erhaltenen Teile gehen auf das 13./14. Jahrhundert zurück. Bis heute erhalten geblieben sind davon der nach Westen ausgerichtete Glockenturm sowie Teile des Chors. Letztere werden auf das Jahr 1479 datiert; auf der Nordseite ist die Jahreszahl eingemeißelt. Aktenkundig war der Chor bereits seit Inkorporation der Kirche. Der Turm wurde vermutlich im 14. Jahrhundert errichtet. Er erlitt im Laufe der Jahrhunderte mehrfach Schäden. Im Inneren sind an der Mauerung drei verschiedene Bauabschnitte mit unterschiedlichen Baumaterialien zu erkennen. Die Färbung der quaderförmigen Ecksteine zeigt an der Außenseite heute noch deutliche Unterschiede.
1595 goss Sebaldt Hofmann in Basel die große Glocke mit dem Nominal fis, nachdem die vorherige Glocke der Germanuskirche im harten Winter 1594 gesprungen war.
Bis heute blieb die spätgotische, polygonale Form der Kirche fast unverändert erhalten. Lediglich die Maßwerkfenster büßte sie in der Zeit des Barocks ein.
Nach dem Dreißigjährigen Krieg wurde die rückwärtige Empore eingebaut. 1720 ließ ein Abt von St. Blasien den Altar von der Chorwand versetzen und Stühle an der Wand anbringen. 1734 wurden umfangreiche Glaserarbeiten ausgeführt. Wahrscheinlich handelte es sich um die Erneuerung der Chorfenster. Da der Platzgewinn durch den Neubau der Empore nicht ausreichte, musste diese 1740 an der südlichen Längsseite weiter ausgebaut werden. 1755 wurde eine Orgel in den Chor eingebaut und gleichzeitig seine Decke erneuert.

### Neubau des Langhauses

Germanuskirche um 1903 vor dem Neubau des Langhauses

Im 19. Jahrhundert wurde die Kirche für die wachsende Gemeindebevölkerung zu klein, weswegen die Gemeinde in Verhandlungen trat. Da der Chor wegen des Plateaus nicht weiter verschoben werden konnte und der mittelalterliche Turm erhalten bleiben sollte, entbrannte eine Kontroverse über die Vergrößerung des Langhauses. Der damalige Pfarrer Schneibel (1839–1844) hatte erwogen, eine neue Kirche auf den Ruinen des Reichensteinischen Schlösschens zu bauen. Die Gemeinde wollte die traditionelle Kirche nicht aufgeben und widersetzte sich heftig diesen Plänen. Auch der Großherzogliche Baudirektor Josef Durm aus Karlsruhe mahnte an, dass das Aussehen der „typisch markgräfler Kirche“ so gut wie möglich zu erhalten sei.
Ein Bauinspektor fasste in einem Bericht vom 3. März 1894 die Situation wie folgt zusammen:

„An einen Neubau kann die Gemeinde nicht denken … zumal da Chor und Turm, für welche die kirchliche und politische Gemeinde baupflichtig sind, in besserem baulichen Zustand sind und stilgerechte Formen zeigen als das durch allerhand Flickarbeit entstellte Langhaus; dieses könnte den Terrainverhältnissen entsprechend aufs Doppelte erweitert werden, während für Chor und Turm eine Verschiebung unmöglich ist.“

Die Entscheidung fiel für ein neues – quer eingebautes – Langhaus zwischen Turm und Chor. Die umfangreichen Arbeiten dazu dauerten von 1903 bis 1905 und ließen die Zahl der Plätze von 430 auf 810 ansteigen. 1904 stiftete die Familie Großmann, die mit ihrer Textilherstellung die Industrialisierung maßgeblich vorantrieb, drei neue Chorfenster mit den Motiven der vier Apostel und Jesus Christus, der von Johannes dem Täufer am Jordan getauft wird.
2009 wurde das Architekturbüro Thoma, Lay, Buchler aus Todtnau mit dem Neubau des Evangelischen Gemeindehauses, welches in unmittelbarer Nachbarschaft zur Germanuskirche steht, beauftragt. Der insgesamt 1,2 Mio. Euro kostende Neubau wurde 2013 fertiggestellt und integriert sich in die Hanglage der Kirche und fügt sich in die terrassierte Topografie ein. 2014 erhielt das Gemeindehaus die Hugo-Häring-Auszeichnung des Bundes Deutscher Architekten.
Von Juli bis November 2019 wurde die Orgel der Germanuskirche durch den Freiburger Orgelbauer Tilmann Späth saniert.

## Beschreibung

### Kirchenbau

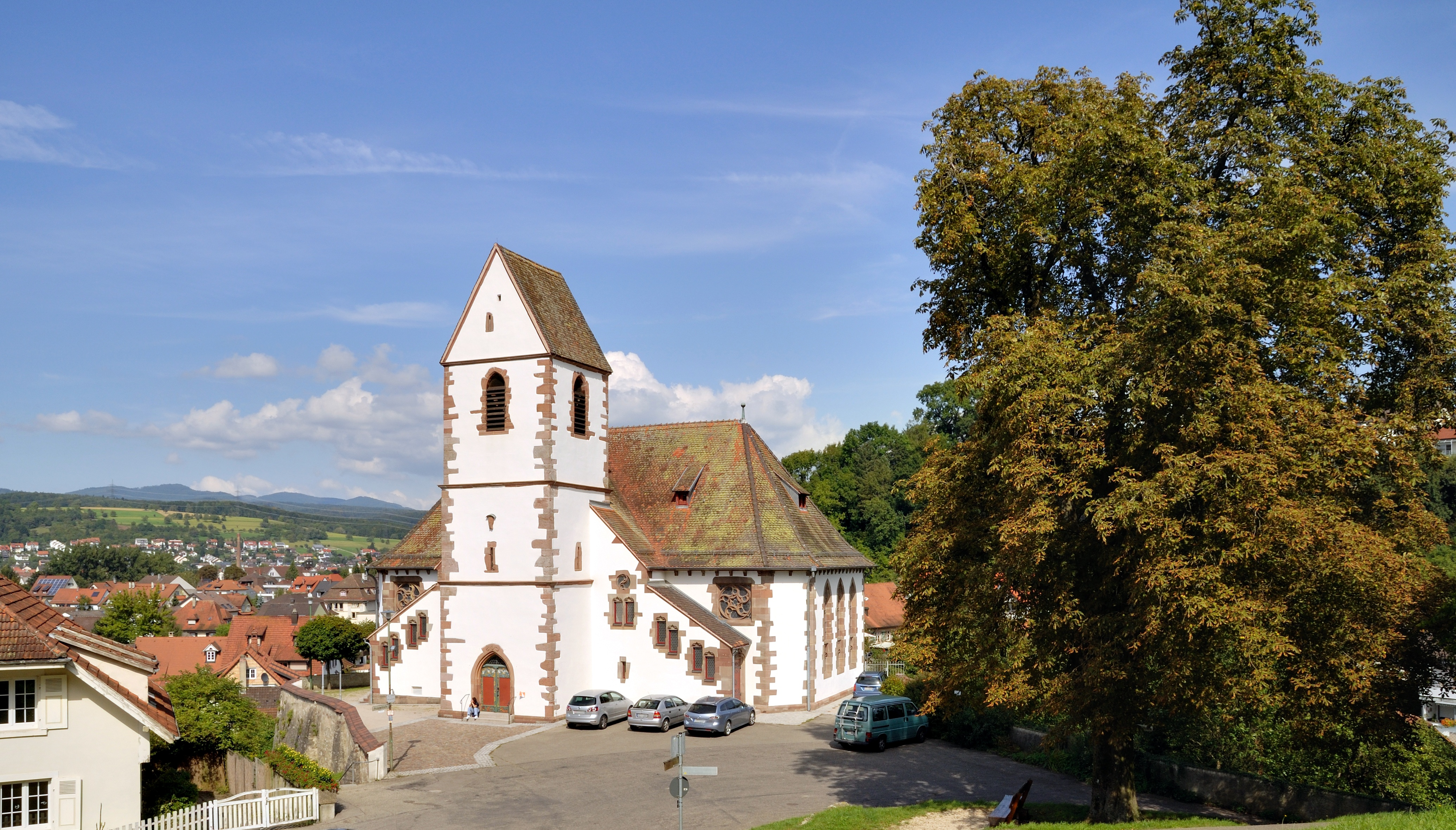
Germanuskirche in ihrer Umgebung

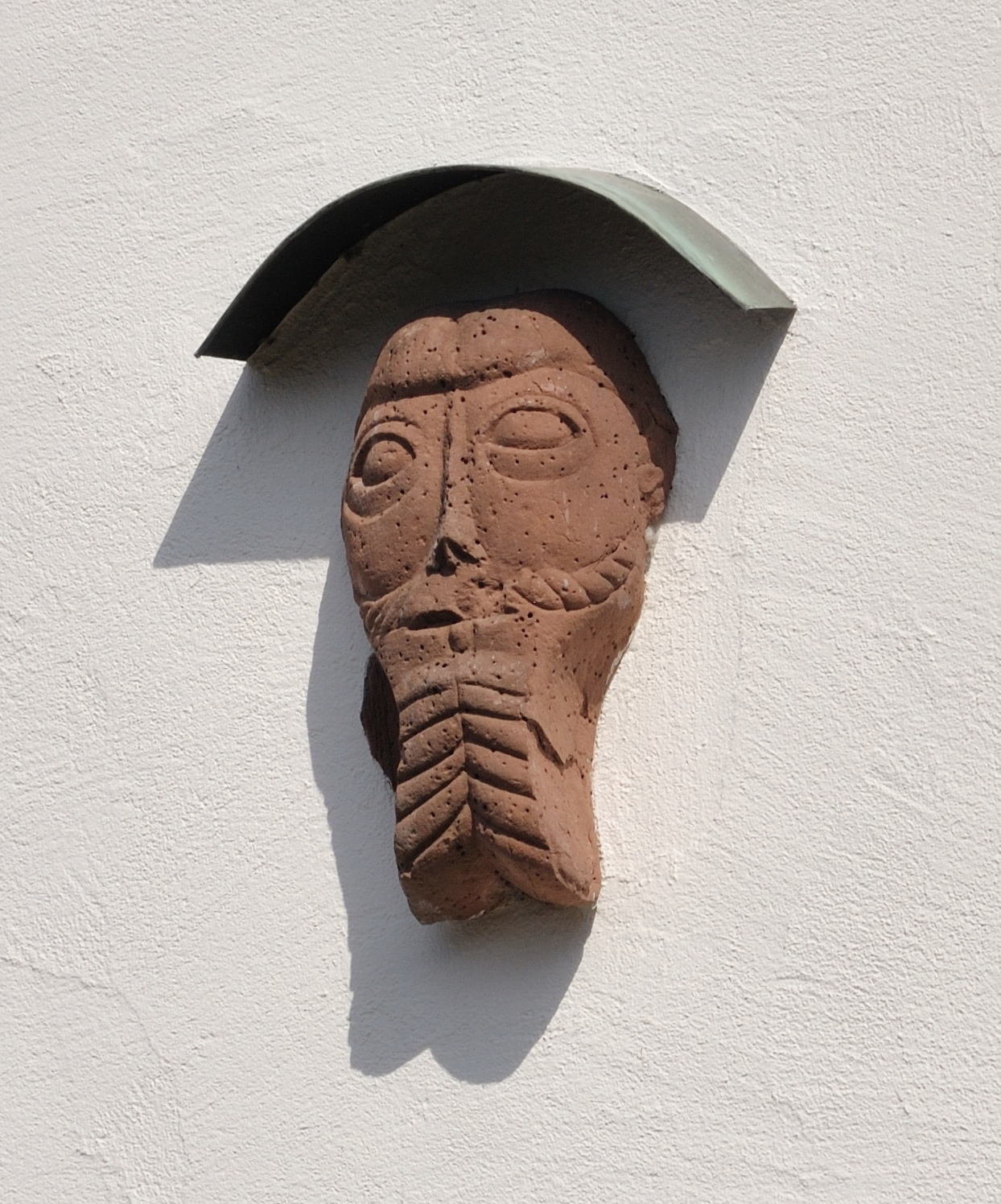
„Heidenköpfchen“

Die Brombacher Germanuskirche steht auf einem kleinen Plateau auf 320 Metern Höhe rund 15 Meter höher als der Dorfkern. Damit ist sie auch von den umliegenden Ortsteilen gut sichtbar. Die geostete Kirche hat wegen ihres quer eingebauten Langhauses einen kreuzförmigen Grundriss; ihre Achse nach Südwest misst 26,6 Meter, die Achse nach Südost 27,3 Meter. Südlich vom Kirchplatz führt eine Freitreppe hoch zur Kriegergedenkstätte für beide Weltkriege. Vom ehemaligen Friedhof um die Kirche sind nur noch Epitaphe erhalten.
Das Eingangsportal im Westen führt in die Turmhalle; eine weitere Tür führt in das Langhaus. Das Bogenportal trägt aus der Zeit des Umbaus die Jahreszahl 1904. Die zweiflügelige Holztür des Bogenportals ist mehrfarbig kunstvoll bemalt. Ein Kopf aus Sandstein am Eingangsportal, der vermutlich den Schutzpatron Germanus darstellen soll, stammt aus dem 12. Jahrhundert. Die romanische Darstellung wird im Volksmund „Heidenköpfchen“ genannt und wurde erst nach der Reformation – die den Heiligenkult verurteilte – an der Kirche angebracht.
Der schlichte 22 Meter hohe, dreigeschossige Turm mit Satteldach ist wie das Langhaus hell verputzt. Die Kanten werden von rötlichen Quadersteinen akzentuiert und setzen die Geschosse optisch voneinander ab. Der Turm hat nur kleine schießschartenähnliche Öffnungen. Im dritten Geschoss befindet sich auf jeder Seite des Turms je eine bogenförmige Schallarkade. Die zum Dorf hin gerichtete Seite trägt eine Turmuhr unterhalb des Schallfensters. Der Turm wird von zwei Baukörpern mit Pultdach flankiert, in denen sich getrennte Treppenaufgänge zur Empore befinden. Diese verdecken optisch das neue Langhaus ein wenig und verbinden es mit dem Überbleibsel des ursprünglichen Gebäudes.

Blick auf die nächtlich beleuchtete Germanuskirche und Brombach

### Innenraum und Ausstattung

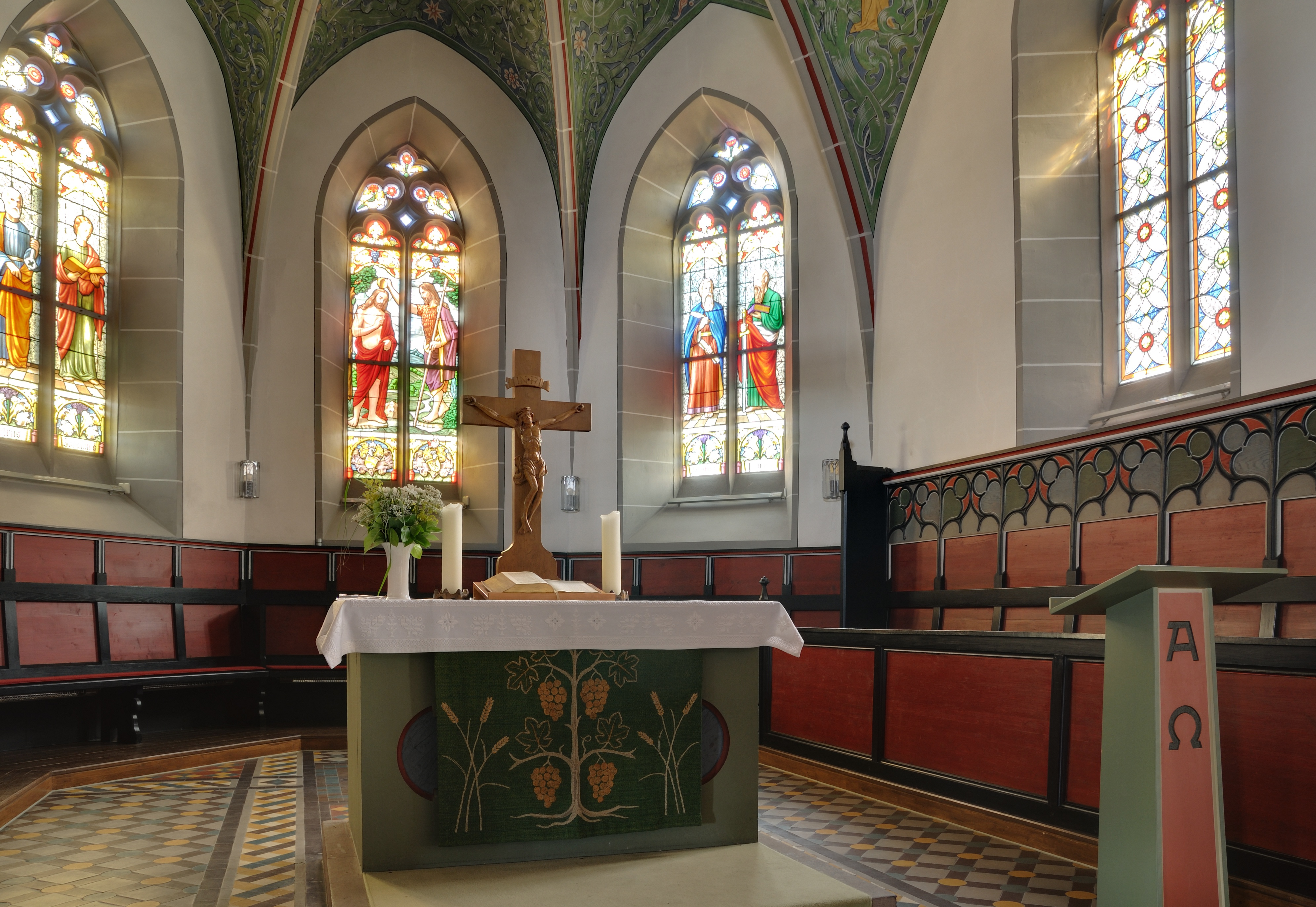
Altar und Chor

Die Fenster im Chor mit Darstellungen von vier Aposteln schuf 1905 der Basler Künstler Hans Drenckhahn. Sie wurden von der Brombacher Fabrikantenfamilie Großmann gestiftet. Gegenüber dem Südfenster im Chorraum zeigt ein wandfüllendes Gemälde eine Erzählung aus dem Johannesevangelium. Die Szene mit Jesus und der Samariterin Photina ist mit dem Satz aus dem Evangelium (4,14 ) unterschrieben: „Wer da wird trinken von dem Wasser, das ich ihm gebe, den wird nimmer dürsten“. Das Bild von 1943 malte der Brombacher Daniel Greiner.
Der für eine Ganzkörpertaufe ausgelegte Taufstein am Eingang stammt aus dem 14. Jahrhundert oder früher.
Im Turmraum ist eine Gedenkstätte für die Gefallenen des Zweiten Weltkrieges mit zwei Gedenktafeln an der nördlichen inneren Wand eingerichtet. An der gegenüberliegenden Wand befindet sich ein Gemälde aus dem Jahr 1954. Das von dem Ostberliner Maler Gerhard Olbrich geschaffene Werk zeigt ein Motiv aus Johann Peter Hebels Gespräch über die Vergänglichkeit. Die Darstellung auf hellem Putz stellt den thronenden Weltenrichter dar, der das Buch des Lebens in der Hand hält. Darunter schweben sieben Engel als Verkünder des Tags des Jüngsten Gerichts, die auf ein zerstörtes Dorf blicken.

### Orgel

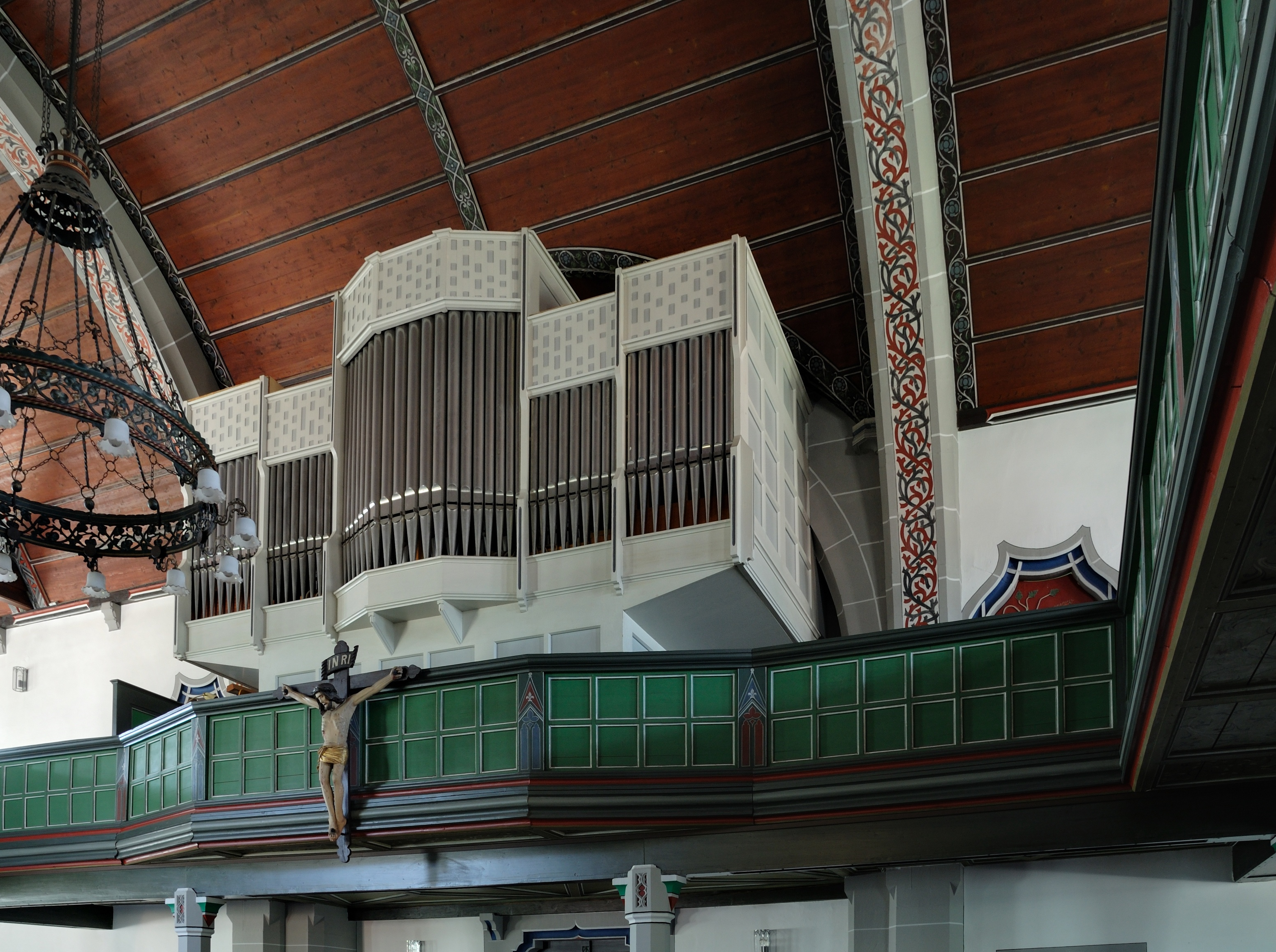
Orgel

Die Orgel steht auf der Empore, auf deren Balustrade ein Kruzifix aus dem 15. Jahrhundert hängt. Die erste Orgel stammte aus dem Jahr 1754 und war auf der Turmseite des ehemaligen Langhauses aufgestellt. Diese wurde 1888 von einer Orgel mit elf Registern von Friedrich Weigle in Stuttgart ersetzt. Die am 30. Oktober 1966 eingeweihte neue Orgel von Mann in Mainbernheim/Unterfranken hat 25 Register auf drei Manualen und einem Pedal. Bei einer aufwändigen fünfmonatigen Sanierung durch die Freiburger Orgelbaufirma Späth im Jahr 2018 konnte die Tonqualität der Orgel stark verbessert werden und eignet sich nun auch für Orgelkonzerte.
Die aktuelle Orgel hat folgende ursprüngliche Disposition:
| I. Manual C-g³ |       |
| Rohrpommer     | 16′   |
| Prinzipal      | 8′    |
| Gemshorn       | 8′    |
| Oktav          | 4′    |
| Waldflöte      | 2′    |
| Mixtur 5-fach  | 1 ⁄3′ |
| Solotrompete0  | 8′    |

| II. Manual C-g³ |       |
| Holzgedeckt     | 8′    |
| Weidenpfeife    | 8′    |
| Prinzipal       | 4′    |
| Rohrflöte       | 4′    |
| Quintnasat      | 2 ⁄3′ |
| Schwegelpfeife0 | 2′    |
| Scharff 4-fach  | 1′    |
| Tremulant       |       |

| III. Manual C-g³     |       |
| Rohrpfeife           | 8′    |
| Copula               | 8′    |
| Prinzipal            | 2′    |
| Sesquialter 2-fach   | 2 ⁄3′ |
| Helle Zimbel 3-fach0 | 1⁄4′  |
| Musette              | 8′    |
| Tremulant            |       |

| Pedalwerk C-f¹     |     |
| Subbass            | 16′ |
| Oktavbass          | 8′  |
| Choralbass         | 4′  |
| Rauschwerk 3-fach0 | 2′  |
| Posaune            | 16′ |

- sechs Normalkoppeln, Crescendowalze, zwei freie Kombinationen,  Mischkombination FK-HR, Zungeneinzelabsteller, Tutti

### Glocken
Die älteste Glocke der Germanuskirche stammt aus dem Jahr 1595. Sie wurde in einer Basler Werkstatt gegossen. Die fehlende Silbe (ben) im Wort „sterben“ in ihrer Inschrift blieb entweder aus Platzmangel weg oder sollte die Bruchstückhaftigkeit des Lebens andeuten. Der Spruch geht auf Sirach im Alten Testament (14,18 ) zurück.
Eine kleine 1702 gegossene Glocke beschlagnahmten im Ersten Weltkrieg französische Truppen, damit ging sie verloren.
Die mittlere, nur mit einem Kruzifix verzierte Glocke wurde 1760 in Lörrach gegossen. Während des Zweiten Weltkrieges wurde sie am 5. Februar 1942 vom Turm geholt, um für Kriegsmaterial eingeschmolzen zu werden. Dazu kam es jedoch nicht, so dass sie vom Hamburger Glockenfriedhof nach Brombach zurückgebracht und am 10. August 1948 wieder aufgehängt werden konnte.
| Glocke | Name            | Nominal | Gussjahr | Nutzung          | Inschrift                                                                                  |
| ------ | --------------- | ------- | -------- | ---------------- | ------------------------------------------------------------------------------------------ |
| 1      | Große Glocke    | fis′    | 1595     | Gedächtnisglocke | Alles Fleisch verschleißt sich wie ein Kleidt – das ist der alte Bunt Mensch du musst ster |
| 2      | Mittlere Glocke | a′      | 1760     | Vaterunserglocke | keine                                                                                      |
| 3      | Kleine Glocke   | h′      | 1952     | Taufglocke       | bet und arbeit – so hilft dir Gott allzeit.                                                |

### Epitaphe
An der Westwand der Germanuskirche stehen Epitaphe von Anna Scherer, geb. Brötlin († 16. Dezember 1687) und Johann Scherer († 1. August 1713), einem früheren Vogt von Brombach.
An der Turmsüdseite stehen Grabmale folgender Personen: Pfarrer Johann Jakob Scherbaum († 18. November 1662), seine Frau Margareta Scherbaum, geb. Küenin († 30. März 16?5) und deren Kinder Anna Elisabeth († 11. November 1649), Anonymus († 28. März 1653), Sebastian († 21. März 1654) und Jakob († 11. Februar 1658).
An der Nordseite steht das Epitaph von Pfarrer Johann Christian Schneibel († 19. März 1844) und an der Ostseite erinnern Steine an Emilie Maler († 19. November 1832) und deren Mutter Carolina Maler, geb. Schmidt († 19. ?? 1830). Eine gemeinsame Platte teilen sich Pfarrer Friedrich Stein († 2. Februar 1714) und seine zweite Frau († 19. März 1714).